# Aron Pálmarsson
Aron Pálmarsson (Hafnarfjörður, 19 luglio 1990) è un ex pallamanista islandese.

## Palmarès

### Club

#### Competizioni nazionali
- Handball-Bundesliga: 5

Kiel: 2009-10, 2011-12, 2012-13, 2013-14, 2014-15
- DHB Pokal: 2

Kiel: 2010-11, 2011-12
- Deuchster Superpokal: 1

Kiel: 2010
- Nemzeti Bajnokság I: 3

Veszprém: 2015-16, 2016-17, 2024-25
- Magyar kézilabdakupa: 2

Veszprém: 2015-2016, 2016-17, 2024-25
- Liga ASOBAL: 4

Barcellona: 2017-18, 2018-19, 2019-20, 2020-21
- Copa ASOBAL: 4

Barcellona: 2017-18, 2018-19, 2019-20, 2020-21
- Copa del Rey: 4

Barcellona: 2017-18, 2018-19, 2019-20, 2020-21
- Supercopa ASOBAL: 4

Barcellona: 2018, 2019, 2020, 2021
- Coppa di Danimarca: 1

Aalborg: 2021-22
- Supercoppa di Danimarca: 2

Aalborg: 2021, 2022
- Campionato islandese di pallamano maschile: 1

Hafnarfjörður: 2023-24

#### Competizioni internazionali
- EHF Champions League: 3

Kiel: 2009-10, 2011-12
Barcellona: 2020-21
- SEHA League: 1

Veszprém: 2015-16
- IHF Super Globe: 2

Barcellona: 2018, 2019

### Nazionale
- Europei:
  - : 2010

### Individuale
- Miglior giovane della Bundesliga 2009-2010
- All Star Team nelle Olimpiadi del 2012
- Sportivo islandese dell'anno 2012
- MVP delle Final4 di Champions League 2013-14 e Champions League 2015-16